# Cantonul Tende
Cantonul Tende este un canton din arondismentul Nice, departamentul Alpes-Maritimes, regiunea Provence-Alpes-Côte d'Azur, Franța.

## Comune
- La Brigue
- Tende (reședință)